# Ópera y Ballet Nacional (Ámsterdam)
La Ópera y Ballet Nacional, inaugurado en 1986, es el teatro de ópera y ballet de Ámsterdam, Países Bajos. 
Conocido anteriormente como Het Muziektheater Amsterdam, es la actual sede de la De Nationale Opera (anteriormente denominada De Nederlandse Opera) y del Het Nationale Ballet (el Ballet Nacional Neerlandés) además de la Holland Symfonia.